# Styrax austromexicanus
Styrax austromexicanus är en storaxväxtart som beskrevs av P.W. Fritsch. Styrax austromexicanus ingår i släktet Styrax och familjen storaxväxter. Inga underarter finns listade i Catalogue of Life.